# Bracon nundina
Bracon nundina är en stekelart som beskrevs av Szepligeti 1914. Bracon nundina ingår i släktet Bracon och familjen bracksteklar. Inga underarter finns listade.